# Lampadi
Lampadi (en llatí Lampadius) va ser un senador romà del segles iv i V que es va destacar pel seu patriotisme i els seus principis polítics en un temps en què el senat era servil al poder.
L'any 408 el rei Alaric I dels visigots va oferir els seus servis a l'emperador Honori a canvi de diverses províncies i un tribut anyal de quatre mil peces d'or. Estilicó, que sembla que estava en tractes amb Alaric, proposà acceptar aquestes condicions, ja que els disturbis a la Gàl·lia eren urgents i no es podien resoldre sense l'ajut d'Alaric, però Lampadi es va aixecar amb valentia i va utilitzar la cèlebre frase de Ciceró que diu: Non est ista pax, sed pactio servitutis! (això no és la pau, això és un pacte de servitud), oposant-se a aquella proposició tant degradant. La proposta no obstant va ser aprovada pel senat i Lampadi es va haver de refugiar en una església. Zòsim explica aquests fets, i diu que Lampadi tenia un germà, Teodor, del qual també parla favorablement.